# James Spooner
James Spooner es el director de cine de Afro-punk, un documental que versa sobre la identidad racial en el mundo punk. Ha producido su película en Nueva York, sin contar con formación previal alguna (tenía estudios de    escultura en la universidad). Comp parte de la cultura "hazlo por ti mismo", proyectó su película por todo el país como si de tratara de un grupo de rock, exhibiéndola en todas las salas posibles con lo que rápidamente reunió seguidores de culto, principalmente entre minorías dentro del punk en torno a un tablón de mensajes en su página web: afropunk.com.
Del mismo modo presentó otra película titulada "White Lies Black Sheep" (Mentiras Piadosas, Ovejas Negras), que sería más bien una versión dramatizada del mismo concepto. Se estrenó en el Festival Internacional de Toronto y está en el circuito del festival en estos momentos. 
Nació en el Caribe en el país de Santa Lucía, pero creció en Estados Unidos en ambas costas con su padre de color y su madre blanca. Durante toda su vida formó parte de la predominante eurocéntrica escena del punk,pero siempre se consideró de color a pesar de ser el único hijo mestizo en su familia y de que sus hermanos le llamasen "el hermano blanco". Tras visitar su país natal, Santa Lucía nación predominantemente negra, por primera vez desde su infancia,comenzó a reevuluarse culturalmente. Siempre había considereado que las islas eran su hogar y nunca había considerado la posibilidad de que nadie le viese de otra forma que no fuese de color pero se dio cuenta, por primera vez,de que podrían verle como blanco.    